# Miathyria
Miathyria is een geslacht van libellen (Odonata) uit de familie van de korenbouten (Libellulidae).

## Soorten
Miathyria omvat 2 soorten:
- Miathyria marcella (Selys in Sagra, 1857)
- Miathyria simplex (Rambur, 1842)